# Климент Левкийски
Климент е висш български православен духовник, левкийски епископ от 2024 година.

## Биография
Роден е в 1974 година в град София, България, със светското име Кирил Иванов Страхилов. В 1993 година завършва с пълно отличие Немската гимназия в София. Завършва макроикономика и европеистика в Оснабрюкския университет, Германия, и магистратура в Бирмингамския университет, Великобритания. В 2005 година защитава докторат по икономика в Европейския университетски институт във Флоренция, Италия.
От 2005 година работи като старши асистент в Икономическия факултет на Европейския колеж в Белгия. От 2007 година, след като спечелва конкурса за европейски служител, е назначен за икономист в Генералната дирекция по икономика и финанси на Европейската комисия в Брюксел.
През ноември 2009 година напуска Брюксел и става послушник в Зографския манастир. След три години, на празника Вход Господен в Йерусалим, е постриган за монах с името Климент, в чест на свети Климент Охридски, под духовното старчество на архимандрит Амвросий. През октомври 2021 година, на празника на светите 26 Зографски мъченици, е ръкоположен за дякон, а на следващия ден и за йеромонах от митрополит Даниил Видински. Климент превежда православна литература, издава богослужебни книги и псалтикийни сборници.
В 2016 година Климент завършва Богословския факултет на Софийския университет и Богословския факултет на Солунския университет. По решение на Светия синод на Българската православна църква преминава на служение в българската митрополия в САЩ и е назначен за протосингел на епархията.
На 10 декември 2024 година Светият синод на БПЦ разглежда писмо на митрополита на САЩ, Канада и Австралия Йосиф с отправена молба за наречение и ръкоположение в епископски сан на архимандрит Климент и назначаването му за викарен епископ. След проведено гласуване Светият синод дава благословение архимандрит Климент да бъде ръкоположен в епископски сан с титлата Левкийски.
На 15 декември 2024 година в храма „Свети Александър Невски“ в София е ръкоположен за титулярен левкийски епископ, викарен епископ на Американската, канадска и австралийска митрополия. Хиротонията е извършена от патриарх Даниил Български в съслужение с митрополитите Йосиф Американски, Канадски и Австралийски, Григорий Великотърновски, Гавриил Ловчански, Йоан Варненски и Великопреславски, Серафим Неврокопски, Григорий Врачански и епископите Герасим Мелнишки, Йеротей Агатополски, Михаил Константийски, Пахомий Браницки и Исаак Велбъждски и Мелетий Знеполски.